# Luchthaven Jérémie
De Luchthaven Jérémie (Frans: Aéroport de Jérémie) is qua passagiersaantal de vijfde luchthaven van Haïti, gelegen bij de stad Jérémie in het zuidwesten van het land. Hij wordt vooral gebruikt voor binnenlandse vluchten naar Port-au-Prince.

## Luchtvaartmaatschappijen en bestemmingen
- Sunrise Airways - Port-au-Prince
- Tortug' Air: Port-au-Prince